# Chiesa di Nostra Signora del Buoncammino (Cardedu)
La chiesa di Nostra Signora del Buoncammino è una chiesa campestre situata in territorio di Cardedu, centro abitato della Sardegna centro-orientale. Consacrata al culto cattolico, fa parte della parrocchia di San Paolo, diocesi di Lanusei.